# Between the Minds
Between the Minds è il primo album in studio del cantante britannico di origine italiana Jack Savoretti, pubblicato nel 2007.

## Tracce
1. Dreamers - 4:43
2. No One's Aware - 3:28
3. Dr. Frankenstein - 3:52
4. Once Upon a Street - 3:42
5. Without - 4:42
6. Blackrain - 3:22
7. Apologies - 2:59
8. Between the Minds - 3:49
9. Soldier's Eyes - 3:09
10. Lovely Fool - 3:26
11. Chemical Courage - 4:31
12. Killing Man - 5:36

## Classifiche
| Classifica (2007) | Posizione massima |
| ----------------- | ----------------- |
| Regno Unito       | 70                |